# Lepanthes debedoutii
Lepanthes debedoutii är en orkidéart som beskrevs av Pedro Ortiz Valdivieso. Lepanthes debedoutii ingår i släktet Lepanthes och familjen orkidéer. Inga underarter finns listade i Catalogue of Life.